# ¡Digo! Ni puta, ni santa. Las memorias de La Veneno
¡Digo! Ni puta, ni santa. Las memorias de La Veneno es un libro autobiográfico de La Veneno y Valeria Vegas, autopublicado en 2016, sobre la vida de la modelo y actriz española famosa en los años 90. El libro fue la base para la serie Veneno de Javier Ambrossi y Javier Calvo, estrenada en 2020 a través de Atresmedia.
Debido al poco interés de las editoriales contactadas para su publicación, las autoras financiaron la publicación del libro, que pudo adquirirse a través de la página web Bigcartel. La obra se agotó en pedidos antes de salir a la venta. El libro fue publicado el 3 de octubre de 2016, tiene un prólogo de Paco Bezerra y fue presentado en Madrid. Tras agotar dos ediciones, y durante la promoción del libro, se dio a conocer el fallecimiento de La Veneno en Madrid.

## Antecedentes
En 2006, Vegas conoce a La Veneno en Valencia, y tras una plática decidieron colaborar para realizar las memorias de La Veneno. Vegas realizó extensas entrevistas, que después transcribió y trabajó en su escritura desde la primera persona, de manera que se notara la voz de La Veneno. Su publicación tardó 10 años debido a la falta de interés de las editoriales, decidieron autopublicarlo a través del sitio BigCartel. 

## Descripción
En su autobiografía, La Veneno describe su infancia en Adra y los abusos que sufrió a manos de su comunidad y su familia. Se fue con su hermana a San Pedro de Alcántara. Por participar en el programa ¡Vivan los novios! ganó un viaje a Tailandia, donde quedó impresionada con las mujeres transexuales que conoció. Al volver a Madrid, decidió ingresar en la prostitución para obtener los fondos y convertirse en la mujer que soñó. Pudo llamarse Cristina después de que falleció otra prostituta que ya usaba ese nombre, y ganó el apodo de La Veneno por sus expresiones faciales negativas. Menciona haber tenido relaciones sexuales con famosos, políticos y futbolistas, a quienes menciona solo por iniciales. Relata cómo llegó al programa Esta noche cruzamos el Mississippi y su ascenso a la fama, así como su estancia en prisión por delito de estafa.

## Polémica
Tras la publicación del libro, Vegas fue denunciada por la familia de Cristina Ortiz, que la acusaban de falsedad en documento mercantil y simulación de contrato.  Un juzgado de Madrid archivó la querella debido a que fue imposible determinar si la firma de La Veneno era auténtica o no.

## Adaptación a la televisión
En 2020, ¡Digo! Ni puta ni santa fue adaptada a la televisión por Javier Ambrossi y Javier Calvo a través de Atresmedia, y fue protagonizada por Daniela Santiago, Isabel Torres, Jedet y Lola Rodríguez. Tras su éxito en España, HBO Max la compró para distribuirla en Latinoamérica.